# 高橋本吉

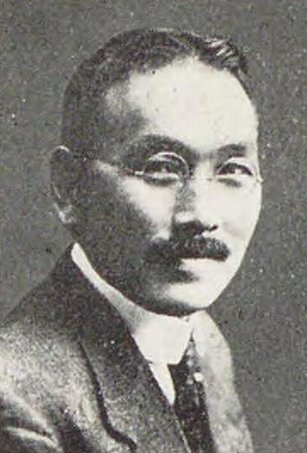
高橋本吉

高橋 本吉（たかはし もときち、1873年（明治6年）2月17日 - 1920年（大正9年）11月26日）は、日本の衆議院議員（立憲政友会）。

## 経歴
秋田県北秋田郡綴子村（現在の北秋田市）出身。東京高等師範学校を卒業した後、アメリカ合衆国に渡り、プリンストン大学で修士号を得た。1908年（明治41年）から1910年（明治43年）まで関東都督秘書官を務めた後、関東都督府経済調査嘱託、農商務省海外実業練習生、南満州鉄道株式会社文書係主任、ジャーディン・マセソン商会大連出張所主任などを歴任した。
1917年（大正6年）、第13回衆議院議員総選挙に出馬し、当選。第14回衆議院議員総選挙でも再選された。
日米問題の調査のため渡米中、シアトルで病死した。